# Elena Ficarelli
Elena Ficarelli (* 16. Juli 1980 in Modena) ist eine ehemalige italienische Fußballspielerin.

## Karriere
Ficarelli kam als Abwehrspielerin für ASD CF Bardolino in der Saison 2004/05 in der Serie A, der höchsten Spielklasse im italienischen Frauenfußball, zu Punktspielen und trug zur errungenen Meisterschaft bei.
Für die A-Nationalmannschaft kam sie am 17. Februar 2004 in Viareggio beim 2:1-Sieg im Freundschaftsspiel gegen die Nationalmannschaft der Niederlande zum Einsatz. Sie nahm mit der Mannschaft an der Europameisterschaft 2005 in England teil und wurde in allen drei Spielen der Gruppe B eingesetzt.

## Erfolge
- Italienischer Meister 2005